# دانشگاه قدس
دانشگاه قدس (به عربی:جامعة القدس)، همچنین معروف به «دانشگاه اورشلیم»، نام دانشگاهی فلسطینی است که در بیت‌المقدس شرقی قرار دارد.

## نگارخانه

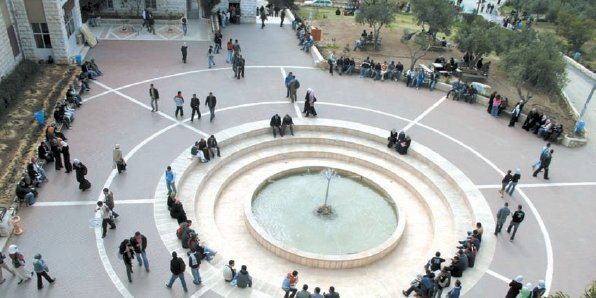
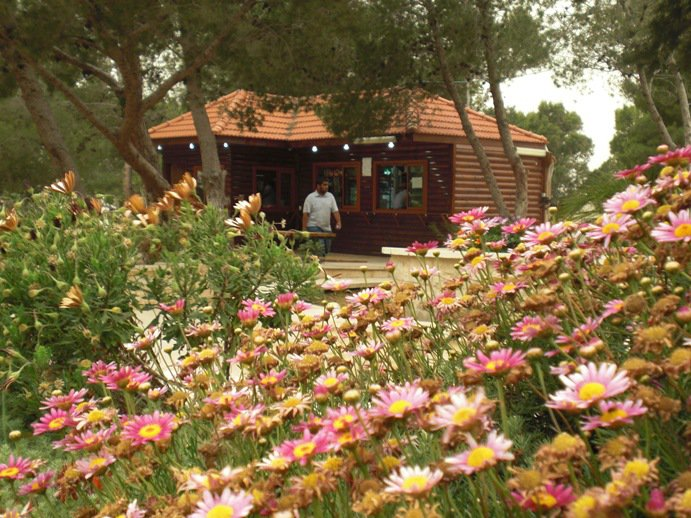
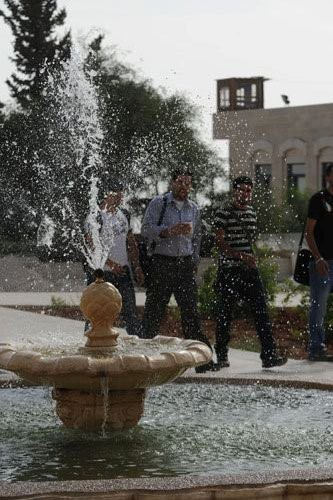